# Persone di cognome Andersen
| Questa pagina contiene informazioni ricavate automaticamente dalle voci biografiche con l'ausilio del template Bio e di un bot. L'aggiornamento è periodico e automatico e ricostruisce completamente la pagina. Se manca una persona in questa lista, sei pregato di non aggiungerla, ma accertati piuttosto che la sua voce biografica contenga il template Bio e che i dati anagrafici siano correttamente compilati. Se il template Bio manca, inseriscilo tu stesso o, in alternativa, metti l'avviso {{tmp\|Bio}} che ne segnala la mancanza. Se i dati riportati sono sbagliati, correggi direttamente la voce biografica; le modifiche saranno visibili in questa lista entro pochi giorni. Per chiarimenti vedi il progetto antroponimi. La lista contiene solo le 137 persone che sono citate nell'enciclopedia e per le quali è stato implementato correttamente il template Bio. Pagina aggiornata al 23 lug 2025. |

Questa è una lista di persone presenti nell'enciclopedia che hanno il cognome Andersen, suddivise per attività principale.

## Allenatori di calcio(5)
- Bo Andersen, allenatore di calcio e ex calciatore danese (Slagelse, n. 1976)
- Asle Andersen, allenatore di calcio e ex calciatore norvegese (Sola, n. 1972)
- Bjørn Odmar Andersen, allenatore di calcio e calciatore norvegese (Horten, n. 1943 - Horten, † 2008)
- Jørn Andersen, allenatore di calcio e ex calciatore norvegese (Fredrikstad, n. 1963)
- Trond Andersen, allenatore di calcio e ex calciatore norvegese (Kristiansund, n. 1975)

## Astronome(1)
- Anja Cetti Andersen, astronoma e astrofisica danese (Hørsholm, n. 1965)

## Attori(1)
- Alex Høgh Andersen, attore danese (Slagelse, n. 1994)

## Attrici(2)
- Bridgette Andersen, attrice statunitense (Inglewood, n. 1975 - Los Angeles, † 1997)
- Susy Andersen, attrice cinematografica italiana (Pola, n. 1940)

## Attrici teatrali(1)
- Gyda Christensen, attrice teatrale, ballerina e coreografa norvegese (Christiania, n. 1872 - Oslo, † 1964)

## Bassisti(1)
- Arvid Andersen, bassista inglese (Londra, n. 1945 - Milano, † 2012)

## Biologi(1)
- Kristian G. Andersen, biologo danese

## Calciatori(48)
- Glenn Andersen, ex calciatore norvegese (Arendal, n. 1980)
- Alexander Juel Andersen, ex calciatore danese (Viborg, n. 1991)
- Alf Malcolm Andersen, calciatore norvegese (n. 1891 - † 1928)
- Arne Andersen, calciatore norvegese (Halden, n. 1900 - Halden, † 1986)
- Asbjørn Andersen, calciatore norvegese (n. 1922 - † 1970)
- Bernhard Andersen, calciatore danese (Copenaghen, n. 1892 - Copenaghen, † 1958)
- Bjørn Andersen, ex calciatore norvegese (n. 1936)
- Cato Andersen, ex calciatore norvegese (Stavanger, n. 1962)
- Christian Andersen, ex calciatore danese (Glostrup, n. 1944)
- David Andersen, calciatore norvegese (n. 1894 - † 1964)
- Einar Andersen, calciatore norvegese (Mjøndalen, n. 1905 - † 1981)
- Erling Andersen, calciatore norvegese (n. 1901 - † 1969)
- Georg Andersen, calciatore norvegese (n. 1893 - † 1974)
- Hans Andersen, calciatore norvegese (n. 1905 - † 1969)
- Hans Andersen, calciatore norvegese (Fredrikstad, n. 1925 - Fredrikstad, † 1999)
- Henrik Andersen, ex calciatore danese (Amager, n. 1965)
- Jacob Andersen, calciatore danese (Galten, n. 2004)
- Jan Andersen, ex calciatore danese (Østerbro, n. 1945)
- Joachim Andersen, calciatore danese (Frederiksberg, n. 1996)
- John Andersen, ex calciatore danese (Frederiksberg, n. 1953)
- Kaj Andersen, calciatore danese (n. 1932 - † 1995)
- Knut Andersen, ex calciatore norvegese (Oslo, n. 1927)
- Knut Andersen, calciatore norvegese (n. 1930 - † 2002)
- Knut Andersen, calciatore norvegese (n. 1908 - † 1981)
- Leif Erik Andersen, ex calciatore norvegese (Fredrikstad, n. 1971)
- Lucas Andersen, calciatore danese (Aalborg, n. 1994)
- Mads Juel Andersen, calciatore danese (Albertslund, n. 1997)
- Magnus Andersen, calciatore norvegese (Øksfjord, n. 1986)
- Mikkel Andersen, calciatore danese (Herlev, n. 1988)
- Niels Erik Andersen, ex calciatore danese (Tørring, n. 1945)
- Odd Andersen, calciatore norvegese (Fredrikstad, n. 1920 - Fredrikstad, † 2007)
- Oddmund Andersen, calciatore norvegese (n. 1915 - † 1999)
- Ove Andersen, calciatore danese (Copenaghen, n. 1937 - † 2022)
- Peter Marius Andersen, calciatore danese (Copenaghen, n. 1885 - Copenaghen, † 1972)
- Poul Andersen, calciatore danese (n. 1928 - † 2010)
- Poul Andersen, calciatore danese (n. 1930 - † 1995)
- Poul Andersen, ex calciatore danese (Otterup, n. 1953)
- Sigurd Andersen, calciatore norvegese (n. 1903 - † 1962)
- Stephan Andersen, ex calciatore danese (Copenaghen, n. 1981)
- Sverre Andersen, calciatore e allenatore di calcio norvegese (Stavanger, n. 1936 - Stavanger, † 2016)
- Sverre Andersen, calciatore norvegese (n. 1893 - † 1947)
- Søren Andersen, ex calciatore danese (Århus, n. 1970)
- Søren Andersen, calciatore danese (Copenaghen, n. 1937 - Copenaghen, † 1960)
- Torkild Andersen, calciatore norvegese (n. 1916 - † 1977)
- Torsten Andersen, ex calciatore danese (Copenaghen, n. 1949)
- Trygve Andersen, ex calciatore norvegese (Askøy, n. 1934)
- Vetle Andersen, ex calciatore norvegese (Kristiansand, n. 1964)
- Yngve Andersen, ex calciatore norvegese (Oslo, n. 1948)

## Calciatrici(1)
- Signe Andersen, calciatrice danese (n. 1999)

## Canottiere(1)
- Anne Dsane Andersen, canottiera danese (Randers, n. 1992)

## Canottieri(1)
- Carl-Ebbe Andersen, canottiere danese (Roskilde, n. 1929 - Roskilde, † 2009)

## Cantanti(3)
- Lale Andersen, cantante tedesca (Bremerhaven, n. 1905 - Vienna, † 1972)
- Maj Britt Andersen, cantante norvegese (Lena, n. 1956)
- DQ, cantante danese (Næstved, n. 1973)

## Cantautori(2)
- Benny Andersen, cantautore e pianista danese (Copenaghen, n. 1929 - Copenaghen, † 2018)
- Eric Andersen, cantautore statunitense (Pittsburgh, n. 1943)

## Cestiste(1)
- Cathrine Andersen, ex cestista svedese (Stora Herrestad, n. 1960)

## Cestisti(4)
- Chris Andersen, ex cestista statunitense (Long Beach, n. 1978)
- David Andersen, ex cestista australiano (Carlton, n. 1980)
- LaDell Andersen, cestista, allenatore di pallacanestro e dirigente sportivo statunitense (Malad City, n. 1929 - St. George, † 2019)
- Michael Andersen, ex cestista danese (Copenaghen, n. 1974)

## Chitarristi(1)
- Thomas Rune Andersen, chitarrista norvegese (Oslo, n. 1976)

## Cicliste su strada(1)
- Susanne Andersen, ciclista su strada norvegese (Stavanger, n. 1998)

## Ciclisti su strada(4)
- Asbjørn Kragh Andersen, ex ciclista su strada danese (Fredericia, n. 1992)
- Idar Andersen, ex ciclista su strada norvegese (Melhus, n. 1999)
- Kasper Andersen, ciclista su strada e pistard danese (Bagsværd, n. 2002)
- Søren Kragh Andersen, ciclista su strada danese (Middelfart, n. 1994)

## Combinatisti nordici(4)
- Alf Andersen, combinatista nordico e saltatore con gli sci norvegese (Drammen, n. 1906 - Frogn, † 1975)
- Espen Andersen, ex combinatista nordico norvegese (Oslo, n. 1961)
- Espen Andersen, combinatista nordico norvegese (Bærum, n. 1993)
- Geir Andersen, ex combinatista nordico norvegese (Oslo, n. 1964)

## Contrabbassisti(1)
- Arild Andersen, contrabbassista norvegese (Strømmen, n. 1945)

## Dirigenti sportivi(2)
- Kim Andersen, dirigente sportivo e ex ciclista su strada danese (Malling, n. 1958)
- Kim Andersen, dirigente sportivo danese (n. 1957)

## Flautisti(1)
- Joachim Andersen, flautista danese (Copenaghen, n. 1847 - Bagsværd, † 1909)

## Fondisti(2)
- Filip Fjeld Andersen, fondista e ex biatleta norvegese (Nesodden, n. 1999)
- Iver Tildheim Andersen, fondista norvegese (n. 2000)

## Ginnasti(5)
- Axel Andersen, ginnasta danese (Copenaghen, n. 1891 - Copenaghen, † 1931)
- Carl Albert Andersen, ginnasta, astista e altista norvegese (Østre Aker, n. 1876 - Oslo, † 1951)
- Hjalmart Andersen, ginnasta danese (Stubbekøbing, n. 1889 - Aarhus, † 1974)
- Jørgen Andersen, ginnasta norvegese (Sarpsborg, n. 1886 - Sarpsborg, † 1973)
- Peter Villemoes Andersen, ginnasta danese (Højby, n. 1884 - Egebjerg, † 1956)

## Giocatori di calcio a 5(1)
- Ståle Andersen, ex giocatore di calcio a 5, allenatore di calcio e ex calciatore norvegese (Oslo, n. 1970)

## Giocatori di football americano(3)
- Morten Andersen, ex giocatore di football americano danese (Struer, n. 1960)
- Phillip Andersen, ex giocatore di football americano danese (Copenaghen, n. 1991)
- Troy Andersen, giocatore di football americano statunitense (Dillon, n. 1999)

## Giocatori di poker(1)
- Mads Andersen, giocatore di poker danese (Nykobing, n. 1970)

## Hockeisti su ghiaccio(2)
- Carl Oskar Bøe Andersen, ex hockeista su ghiaccio norvegese (Sandefjord, n. 1972)
- Ole Einar Engeland Andersen, hockeista su ghiaccio norvegese (Ingolstadt, n. 1999)

## Lottatori(2)
- Anders Andersen, lottatore danese (Copenaghen, n. 1881 - Copenaghen, † 1961)
- Frithjof Andersen, lottatore norvegese (Oslo, n. 1893 - Oslo, † 1975)

## Martelliste(1)
- Brooke Andersen, martellista statunitense (San Diego, n. 1995)

## Modelle(3)
- Elga Andersen, modella e attrice tedesca (Dortmund, n. 1935 - New York, † 1994)
- Judi Andersen, modella statunitense (Hawaii, n. 1958)
- May Andersen, modella danese (Copenaghen, n. 1982)

## Nuotatrici(3)
- Greta Andersen, nuotatrice danese (Copenaghen, n. 1927 - † 2023)
- Inge Andersen, ex nuotatrice danese (Copenaghen, n. 1944)
- Teresa Andersen, sincronetta statunitense

## Orientiste(1)
- Marianne Andersen, orientista norvegese (Drammen, n. 1980)

## Pallamaniste(3)
- Anja Andersen, ex pallamanista e allenatrice di pallamano danese (Odense, n. 1969)
- Camilla Andersen, ex pallamanista danese (Gentofte, n. 1973)
- Kristine Andersen, ex pallamanista danese (n. 1976)

## Patologhe(1)
- Dorothy Hansine Andersen, patologa e pediatra statunitense (Asheville, n. 1901 - New York, † 1963)

## Pattinatori di velocità su ghiaccio(2)
- Hjalmar Andersen, pattinatore di velocità su ghiaccio norvegese (Rødøy, n. 1923 - Oslo, † 2013)
- Terje Andersen, ex pattinatore di velocità su ghiaccio norvegese (n. 1952)

## Pesisti(1)
- Georg Andersen, ex pesista e discobolo norvegese (Notodden, n. 1963)

## Pianiste(1)
- Stell Andersen, pianista statunitense (Linn Grove, n. 1897 - † 1989)

## Piloti motociclistici(2)
- Hans Andersen, pilota motociclistico danese (Odense, n. 1980)
- Kai Børre Andersen, pilota motociclistico norvegese (Bekkestua Baerum, n. 1975)

## Politici(2)
- Alsing Andersen, politico danese (Copenaghen, n. 1893 - Copenaghen, † 1962)
- Erik Bo Andersen, politico e ex calciatore danese (Dronningborg, n. 1970)

## Saltatori con gli sci(3)
- Gunnar Andersen, saltatore con gli sci e calciatore norvegese (Drøbak, n. 1890 - Oslo, † 1968)
- Gunnar Andersen, saltatore con gli sci norvegese (n. 1909 - † 1988)
- Reidar Andersen, saltatore con gli sci norvegese (Norderhov, n. 1911 - Oslo, † 1991)

## Scacchisti(1)
- Erik Andersen, scacchista danese (Gentofte, n. 1904 - Copenaghen, † 1938)

## Sciatori alpini(1)
- Hans Magnus Andersen, ex sciatore alpino norvegese (n. 1930)

## Scrittori(3)
- Hans Christian Andersen, scrittore e poeta danese (Odense, n. 1805 - Copenaghen, † 1875)
- Tryggve Andersen, scrittore norvegese (Ringsaker, n. 1866 - Gran, † 1920)
- Vilhelm Andersen, scrittore danese (Nordrup, n. 1864 - Copenaghen, † 1953)

## Scultori(1)
- Hendrik Christian Andersen, scultore, pittore e urbanista statunitense (Bergen, n. 1872 - Roma, † 1940)

## Tastieristi(1)
- André Andersen, tastierista e compositore russo (Mosca, n. 1961)

## Viaggiatori(1)
- Jürgen Andersen, viaggiatore tedesco (Tönder, n. 1600 - † 1675)

## Zoologi(1)
- Knud Andersen, zoologo danese (Frederiksberg, n. 1867 - Inghilterra, † 1918)

## Senza attività specificata(2)
- Frank Andersen, ex ballerino e direttore artistico danese (Copenaghen, n. 1953)
- Ib Andersen, ex ballerino e coreografo danese (Copenaghen, n. 1954)